# Habuprionovolva
Habuprionovolva là một chi ốc biển, là động vật thân mềm chân bụng sống ở biển thuộc họ Ovulidae.

## Các loài
Các loài thuộc chi Habuprionovolva bao gồm:
- Habuprionovolva aenigma (Azuma & Cate, 1971)[2]
- Habuprionovolva basilia (Cate, 1978)[3]
- Habuprionovolva hervieri (Hedley, 1899)[4]
- Habuprionovolva umbilicata (G.B. Sowerby II, 1848)[5]